# Communauté de communes de l'agglomération saint-loise
La communauté de communes de l'Agglomération saint-loise est une ancienne structure intercommunale française, formée autour de la ville de Saint-Lô (Manche).

## Géographie
| 1975   | 1985   | 1990   | 1999   | 2005   | 2008   |
| ------ | ------ | ------ | ------ | ------ | ------ |
| 31 354 | 32 768 | 31 667 | 30 564 | 30 053 | 29 628 |

## Historique
À l'origine de cette structure se trouve le district urbain de l’Agglomération saint-loise, créé par un arrêté préfectoral en date du 1er octobre 1963 et dont les compétences avaient été fixées par un arrêté préfectoral du 11 mars 1965. Ses compétences et son périmètre furent élargies, à plusieurs reprises (1er janvier 1994 : adhésion des communes de La Barre-de-Semilly, La Luzerne et Sainte-Suzanne-sur-Vire).
Le district urbain s'est transformé, le 1er janvier 2002, en communauté de communes de l'Agglomération saint-loise. Celle-ci a été rejointe, le 1er janvier 2006, par les communes de Pont-Hébert, La Meauffe et Rampan, qui avaient formé, du 28 décembre 1992 au 31 décembre 2005, la communauté de communes des bords de Vire.
La création d'une communauté d'agglomération fut envisagée afin de renforcer les liens entre les communes de l'agglomération de Saint-Lô et les compétences de la communauté. Or, la création d'une telle structure ne pouvait se faire que si la population cumulée des communes membres dépassait 50 000 habitants. Des discussions furent donc menées avec la communauté de communes du Canton de Marigny et la communauté de communes du canton de Torigni-sur-Vire pour rejoindre la communauté saint-loise. Toutefois, une réforme législative abaissa ce seuil à 30 000 pour les communautés comprenant la commune chef-lieu du département.
La communauté de communes de l'Agglomération saint-loise a disparu, le 27 décembre 2010, pour donner naissance à la communauté d'agglomération Saint-Lô Agglomération,.

## Composition
L'agglomération fédérait onze communes (les neuf communes des cantons de Saint-Lô — Ouest et Est — une du canton de Saint-Clair-sur-l'Elle et une du canton de Saint-Jean-de-Daye) :
| - Agneaux - La Barre-de-Semilly - Baudre - La Luzerne - La Meauffe | - Le Mesnil-Rouxelin - Pont-Hébert - Rampan - Saint-Georges-Montcocq - Saint-Lô | - Sainte-Suzanne-sur-Vire |

## Compétences

### Compétences obligatoires
- Aménagement de l'espace ;
- Actions de développement économique ;
- Aménagement numérique du territoire.

### Compétences facultatives
- Protection et mise en valeur de l'environnement ;
- Habitat et cadre de vie ;
- Voirie (aménagement et entretien des voiries d'intérêt communautaire) ;

Services et équipements sportifs, sociaux et culturels d'intérêt communautaire.

### Compétences supplémentaires
- Tourisme ;
- Réseau de transport urbain et collectif sur le territoire communautaire ;
- Promotion et le développement de l'enseignement supérieur, de la recherche et du développement ;
- Mise en place et développement d'un système d'information géographique ;
- Mandats de maîtrise d'ouvrage public ;
- Prestations de service dans les domaines de l'aménagement de voiries et d'espaces publics, de la réalisation d'équipements publics et de l'organisation de consultations groupées à la demande des communes en vue de la passation de fournitures et de travaux ;
- Mise à disposition des communes membres des services de l'EPCI dans le domaine de l'assistance aux utilisateurs de l'outil informatique, à la maintenance et à l'acquisition du matériel informatique et du logiciels ainsi que dans le domaine de l'assistance à l'instruction des actes relatifs au droit des sols et des permis de construire.

## Administration
Le dernier président de la communauté était François Digard, maire de Saint-Lô.
| Période | Période | Identité        | Étiquette | Qualité                                      |
| ------- | ------- | --------------- | --------- | -------------------------------------------- |
| 2002    | 2010    | François Digard | UMP       | Conseiller en publicité et maire de Saint-Lô |